# فرخنده سبزچمنی
فرخنده سبزچمنی (نام علمی: Chlorornis riefferii) یک پرنده کوچک آمریکای جنوبی از تیرهٔ فرخندگان (Thraupidae) و تنها عضو از سردهٔ Chlorornis است.
فرخندهٔ سبزچمنی ۲۰ سانتی‌متر طول دارد و وزن آن ۵۳ گرم است. درون و پیرامون جنگل‌های نیمه‌گرمسیری و معتدل در آند کلمبیا، اکوادور، بولیوی و پرو در ارتفاعات ۱۵۰۰ تا ۳۳۵۰ متر زندگی می‌کند.